# Lekker Nederlands
Lekker Nederlands is een Nederlands muziekprogramma van SBS6, waarin de teksten van bestaande hits vertaald worden naar een Nederlandse versie. De presentatie van dit televisieprogramma was in 2015 en 2016 in handen van Dominique van Hulst. In 2019 keert dit programma terug onder de titel Mannen van Taal en wordt het gepresenteerd door Kim-Lian van der Meij.

## Opzet
In iedere aflevering strijden twee teams tegen elkaar om wie van hen de beste hertaling kan maken. De twee teams die strijden om de titel zijn Jurk!, bestaande uit Jeroen van Koningsbrugge en Dennis van de Ven die het opnemen tegen Nick & Simon, bestaande uit Nick Schilder en Simon Keizer. Af en toe komen er gastzangers en zangeressen langs. Een 100-koppige jury (in seizoen twee telt deze 50 personen) met studenten Nederlandse taal en Journalistiek bepaalt bij elke ronde welk team het beter heeft gedaan, waarbij punten worden verdeeld. Het team dat na vier ronden de meeste punten heeft wint de aflevering.
De kijker ziet tijdens alle gezongen liedjes de teksten onder in beeld, zodat hij/zij ook mee kan zingen.

## Ronden
- Tunes (aflevering 1, 8, 9, 10): In deze ronde moeten de teams op de muziek van het ene programma een tekst schrijven op een ander programma.
- Lied van elkaar (aflevering 2): De teams zingen de hits van elkaar, met een nieuwe tekst.
- Verrassingslied (aflevering 8): De teams schrijven een hit voor het andere team. Zonder dit van tevoren te hebben gezien, moeten ze dat uitvoeren. De punten gaan naar degene met de beste tekst.
- 5 verplichte woorden (aflevering 1 t/m heden): De teams geven elkaar een vijftal woorden en een nummer, waarbij de gegeven woorden in de tekst moeten worden verwerkt.
- Ode (aflevering 1, 4, 5 en 9): De teams brengen een ode aan iemand. Zij schrijven dit nummer op een bestaand nummer.
- MegaHit (aflevering 2, 3 en 5): Ieder team schrijft een nieuwe tekst op een Mega Hit.
- Kinderliedjes (aflevering 3 en 6):  De teams maken een nieuwe tekst op een bestaand kinderliedje.
- Gastartiest (aflevering 4, vanaf aflevering 7): De teams moeten op een hit van de gastartiest een nieuwe tekst maken, die de gastartiest zelf (eventueel samen met het team) zingt.
- Songfestival (aflevering 6): De teams schrijven een nieuwe tekst op een songfestivalliedje die ook over het songfestival gaat.
- Jaloezie (aflevering 7): De teams schrijven een jaloersmakend nummer over een bepaald iemand.
- Grensverleggend (aflevering 7): De teams schrijven een Nederlandse tekst op een buitenlands liedje, maar moeten hierbij wel minimaal vijf woorden uit de originele tekst zingen.
- Appels vergelijken (aflevering 10): De teams schrijven een Nederlandse tekst op hetzelfde nummer. De titel van de nummers is bij beide teams gelijk.
- Nasynchronisatie (vanaf aflevering 7): De duo's synchroniseren een bekend film- of televisiefragment na.
- Haastklus (aflevering 1 t/m heden): Vlak voor de uitzending krijgen de teams een titel van een bestaand nummer en een nieuwe titel, waarbij het team enkele uren de tijd heeft om een geheel nieuwe tekst te maken. In deze laatste ronde kunnen dubbele punten verdiend worden.
- Wilhelmus (aflevering 1 t/m 6): Om de beurt schrijft een team aan het eind van de uitzending een nieuwe versie op het Wilhelmus. Dit telt niet mee voor de punten.
- Zeventien miljoen mensen (vanaf aflevering 7): Om de beurt schrijft een team aan het eind van de uitzending een nieuwe versie op het nummer Vijftien miljoen mensen. Dit telt niet mee voor de punten.